# Jesús Herrera Jaime
Pour les articles homonymes, voir Herrera.
Jesús Herrera Jaime est un joueur cubain de volley-ball, né le 4 avril 1995 à Cuba. Il mesure 1,94 m et joue attaquant.

## Biographie
Il a joué pour le club de la ville d'Artemisa à Cuba (2017-2018) avant d'aller en Argentine dans les clubs de la ville de San Juan (2018-2019) et le club Bolívar de San Carlos de Bolívar (2019-2020).
Il est international et fait partie de l'équipe de Cuba.

## Palmarès

### En club
- Primera División
  -  Deuxième : 2018-2019
- Coupe d'Argentine
  -  Premier : 2018-2019
  -  Troisième : 2019-2020
- Supercoupe d'Argentine
  -  Premier : 2019-2020
- Ligue A
  -  Deuxième : 2020-2021
- Supercoupe de France
  -  Premier : 2021
- Championnat sud-américain des clubs masculin de volley-ball
  -  Troisième : 2018-2019
- Copa Libertadores
  -  Deuxième : 2019-2020

### Équipe de Cuba
- Coupe panaméricaine : 
  -  Premier : 2018
  -  Troisième : 2019
- Jeux panaméricains :
  -  Deuxième : 2019
- Coupe des champions NORCECA :
  -  Premier : 2019
- Challenger Cup :
  -  Deuxième : 2019